# Коленкі
Коленкі (пол. Kolenki) — село в Польщі, у гміні Хелмно Хелмінського повіту Куявсько-Поморського воєводства.
У 1975-1998 роках село належало до Торунського воєводства.